# Ilattia
Ilattia är ett släkte av fjärilar. Ilattia ingår i familjen nattflyn.

## Dottertaxa tillIlattia, i alfabetisk ordning[1]
- Ilattia albigutta
- Ilattia albiloba
- Ilattia apicalis
- Ilattia aroa
- Ilattia axis
- Ilattia bavia
- Ilattia cephusalis
- Ilattia colon
- Ilattia crocosticta
- Ilattia flavigutta
- Ilattia flavirena
- Ilattia glaucopera
- Ilattia indigata
- Ilattia inornata
- Ilattia leucopera
- Ilattia leucospila
- Ilattia leucostriga
- Ilattia meeki
- Ilattia microbis
- Ilattia modesta
- Ilattia monotretalis
- Ilattia obstructa
- Ilattia octo
- Ilattia orbica
- Ilattia padanga
- Ilattia perfundens
- Ilattia renalis
- Ilattia rufa
- Ilattia sordida
- Ilattia spilonata
- Ilattia spissa
- Ilattia stellata
- Ilattia stigmatula
- Ilattia stricta
- Ilattia supplex
- Ilattia tecta
- Ilattia undulifera
- Ilattia vexabilis